# Gleb Travin
Gleb Leontěvič Travin (rusky Глеб Леонтьевич Травин) (28. dubna 1902, Kasjevo, Rusko – 19. října 1979, Pskov, Sovětský svaz) byl ruský cestovatel a dobrodruh, který objel Sovětský svaz na jízdním kole.
Narodil se v obci Kasjevo nedaleko Pskova, po absolvování základní vojenské služby pracoval na Kamčatce jako elektrikář. Chtěl objet svět na jízdním kole, ale protože mu nebylo dovoleno vycestovat do ciziny, rozhodl se pro jízdu podél sovětských hranic. Vyrazil 10. října 1928 z Petropavlovsku-Kamčatského lodí do Vladivostoku, odkud na americkém kole značky Princeton projel Sibiř podél jižních hranic, dále pokračoval přes střední Asii, trajektem se přeplavil přes Kaspické moře, přejel Zakavkazsko, Krym a podél západních hranic Sovětského svazu pokračoval na sever do Murmanska. Odtud pokračoval po zamrzlé hladině Severního ledového oceánu na poloostrov Tajmyr, projel vnitrozemím poloostrova a podél pobřeží dorazil v červenci 1931 do Uelenu, odkud se velrybářským parníkem vrátil na Kamčatku. V liduprázdných severních krajích uplatnil své schopnosti přežití v sibiřských podmínkách, stravu si opatřoval lovem, sám si amputoval omrzlé prsty, domorodci se ho báli jako ďábla na kouzelném zvířeti. Uvádí se, že urazil 85 000 kilometrů, ale střízlivější odhady se po prostudování jeho trasy přiklánějí ke zhruba 30 000 km, z toho velkou část se vezl na palubě lodí.
Cestovatel po návratu obdržel čestnou zástavu, byly po něm pojmenovány sportovní kluby, spisovatel Vivian Itin napsal o jeho cestě reportáž Земля стала своей. Itin byl však popraven v době Velké čistky a na Travinův čin se zapomnělo, neboť totalitní režim nepodporoval individuální cestování. Travin žil v ústraní na Kamčatce a působil jako vojenský instruktor, na penzi se přestěhoval zpět do Pskova. V pskovském muzeu je vystaven jeho velocipéd a fotografie z cesty. Alexandr Charitanovskij napsal v roce 1959 podle vyprávění Travina a pamětníků jeho cesty knihu Muž se železným sobem, která vyšla roku 2009 v českém překladu. V roce 1981 natočil Vladlen Krjučkin dokumentární film o Travinově putování.